# Озерянська сільська рада (Генічеський район)
Озерянська сільська́ ра́да — адміністративно-територіальна одиниця та орган місцевого самоврядування в Генічеському районі Херсонської області. Адміністративний центр — село Озеряни.

## Загальні відомості
Озерянська сільська рада утворена в 1949 році.
- Територія ради: 72,754 км²
- Населення ради: 818 осіб (станом на 2001 рік)
- Територією ради протікає Утлюцький канал

## Населені пункти
Сільській раді підпорядковані населені пункти:
- с. Озеряни
- с. Приморське
- с. Новий Азов
- с. Перекоп
- с. Пчілка

## Склад ради
Рада складається з 12 депутатів та голови.
- Голова ради:
- Секретар ради: Нікітіна Олена Анатоліївна

### Керівний склад попередніх скликань
| Прізвище, ім'я, по батькові | Основні відомості                                                         | Дата обрання | Дата звільнення |
| --------------------------- | ------------------------------------------------------------------------- | ------------ | --------------- |
| Бовтик Ніна Євгенівна       | Сільський голова, 1959 року народження, освіта вища, член Партії регіонів | 26.03.2006   | 31.10.2010      |
| Бовтик Ніна Євгенівна       | Сільський голова, 1959 року народження, освіта вища, член Партії регіонів | 31.10.2010   | 24.03.2014      |

Примітка: таблиця складена за даними сайту Верховної Ради України

### Депутати
За результатами місцевих виборів 2010 року депутатами ради стали:

#### За суб'єктами висування
| Суб'єкт висування                                       | Кількість обраних депутатів | %    |
| ------------------------------------------------------- | --------------------------- | ---- |
| Партія регіонів                                         | 8                           | 66,7 |
| Народна партія                                          | 3                           | 25   |
| Політична партія Всеукраїнське об'єднання «Батьківщина» | 1                           | 8,3  |

#### За округами
| № округу                                                | Прізвище, ім'я, по батькові     | Дата визнання обраним | Освіта             | Партійна приналежність | Відомості про обраного депутата              |
| ------------------------------------------------------- | ------------------------------- | --------------------- | ------------------ | ---------------------- | -------------------------------------------- |
| Народна Партія                                          |                                 |                       |                    |                        |                                              |
| 2                                                       | Резніченко Олена Олександрівна  | 01.11.2010            | вища               | позапартійна           | Озерянська загальноосвітня школа, вчитель    |
| 4                                                       | Петрук Ельвіра Ільгізівна       | 01.11.2010            | вища               | позапартійна           | Озерянська загальноосвітня школа, вчитель    |
| 8                                                       | Каранда Антоніна Володимирівна  | 01.11.2010            | середня            | позапартійна           | Озерянське відділення пошти, листоноша       |
| Партія регіонів                                         |                                 |                       |                    |                        |                                              |
| 1                                                       | Резніченко Володимир Леонідович | 01.11.2010            | вища               | член Партії регіонів   | Озерянське фермерске господарство, фермер    |
| 3                                                       | Кобець Леонід Георгійович       | 01.11.2010            | вища               | позапартійний          | пенсіонер                                    |
| 6                                                       | Мулів Іван Павлович             | 01.11.2010            | середня спеціальна | позапартійний          | тимчасово не працює                          |
| 7                                                       | Шарій Андрій Миколайович        | 01.11.2010            | середня спеціальна | член Партії регіонів   | Фірма «Ланс», тракторист                     |
| 9                                                       | Мосьпан Юрій Васильович         | 01.11.2010            | середня спеціальна | позапартійний          | Фермерське господарство «Максим», фермер     |
| 10                                                      | Горя Степан Миколайович         | 01.11.2010            | середня спеціальна | член Партії регіонів   | ТОВ «Мелітопольська черешня», завідувач току |
| 11                                                      | Запорожець Петро Петрович       | 01.11.2010            | середня спеціальна | позапартійний          | тимчасово не працює                          |
| 12                                                      | Маленко Тетяна Григорівна       | 01.11.2010            | середня            | позапартійна           | Озерянська сільська бібліотека, бібліотекар  |
| Політична партія Всеукраїнське об'єднання «Батьківщина» |                                 |                       |                    |                        |                                              |
| 5                                                       | Нікітіна Олена Анатоліївна      | 01.11.2010            | вища               | позапартійна           | Озерянська сільська рада, секретар           |